# Politiezone RIHO
De politiezone RIHO (zonenummer 5453) is een Belgische politiezone, die bestaat uit de West-Vlaamse gemeenten Hooglede, Izegem, Roeselare behorende tot het gerechtelijk arrondissement West-Vlaanderen.